# Karl Barlen
Karl Wilhelm Roland Barlen (* 17. Juli 1890 in Trarbach an der Mosel; † 22. März 1956 in Frankfurt am Main) war ein deutscher General der Flieger im Zweiten Weltkrieg.

## Leben

### Militärische Ausbildung und Erster Weltkrieg
Barlen trat nach dem Schulbesuch am 12. Juni 1909 als Fahnenjunker in das 8. Rheinische Infanterie-Regiment Nr. 70 der Preußischen Armee ein. Nach dem Besuch der Kriegsschule avancierte er Mitte November 1910 zum Leutnant und war als Kompanieoffizier in seinem Regiment tätig. Zu Beginn des Ersten Weltkriegs kam Barlen zur Feld-Flieger-Abteilung Nr. 8 und stieg am 22. März 1916 zum Oberleutnant auf. Zuletzt war er von Sommer 1916 bis zum Kriegsende im Stabsdienst eingesetzt. Für seine militärischen Verdienste erhielt er beide Klassen des Eisernen Kreuzes.

### Weimarer Republik
Nach Kriegsende erfolgte seine Übernahme in die Reichswehr, in dem er als Oberleutnant und Kompanieoffizier beim 15. Infanterie-Regiment Verwendung fand. Nachdem er am 1. Oktober 1922 zum Hauptmann befördert wurde, erfolgte seine Versetzung zum Stab des II. Thüringischen Bataillons des 15. Infanterie-Regiments in Eisenach, ehe er anschließend im Sommer 1923 Kompaniechef von dessen 5. Kompanie in Sondershausen wurde. Fünf Jahre später schied er in dieser Verwendung am 1. Oktober 1928 zwar offiziell aus der Reichswehr aus, besucht aber tatsächlich im Auftrag der Reichswehr einen Piloten-Lehrgang an der Geheimen Fliegerschule und Erprobungsstätte der Reichswehr in Lipezk.
Nach Beendigung der Pilotenausbildung erfolgte am 1. Oktober 1929 seine Wiederaufnahme als Hauptmann in die Reichswehr, wobei er zunächst Verwendung bei der 4. Badischen Eskadron des 18. Reiter-Regiment in Ludwigsburg fand. Kurze Zeit später wurde er dann Offizier im Stab der 5. Reichswehr-Division in Stuttgart.

### Drittes Reich und Zweiter Weltkrieg
Barlen wurde am 1. April 1933 zunächst zum Major befördert und mit diesem Dienstgrad im Herbst in das Reichsluftfahrtministerium (RLM) versetzt, wodurch seine spätere Übernahme in die Luftwaffe eingeleitet wurde. Im Reichsluftfahrtministerium war er Mitarbeiter des Personalamtes und wurde als solcher am 1. April 1935 auch zum Oberstleutnant befördert.
Am 15. März 1936 verließ er das RLM und wurde Kommandeur der Aufklärungsgruppe 115 sowie Kommandant des Fliegerhorstes Göppingen, kehrte jedoch knapp ein Jahr später am 1. April 1937 in das Reichsluftfahrtministerium nach Berlin zurück und wurde als Oberst Leiter einer Abteilung des Personalamtes.
Zwei Jahre später erfolgte am 1. Februar 1939 seine Ernennung zum Chef der Amtsgruppe Personal im RLM sowie am 20. April 1939 seine Beförderung zum Generalmajor, wobei sein Rangdienstalter (RDA) auf den 1. April 1939 festgelegt wurde. Während seiner bis zum 31. März 1943 dauernden Tätigkeit als Amtsgruppenchef wurde er am 1. April 1941 auch zum Generalleutnant befördert.
Nach Beendigung seiner Verwendung im Reichsluftfahrtministerium wurde Generalleutnant Barlen am 1. April 1943 Leiter der Schutzzone Slowakei und behielt diese Verwendung bis zum Ende des Zweiten Weltkrieges. Zuletzt wurde er am 1. April 1944 noch zum General der Flieger befördert.
Nach der bedingungslosen Kapitulation der Wehrmacht wurde er am 9. Mai 1945 in Freistadt von der Roten Armee gefangen genommen. Er verbrachte die nächsten Jahre in verschiedenen sowjetischen Kriegsgefangenenlagern; am 3. Juli 1950 verurteilte ihn ein sowjetisches Militärtribunal wegen Kriegsverbrechen zu 25 Jahren Zwangsarbeit. Am 7. Oktober 1955 wurde er jedoch vorzeitig entlassen und kehrte nach Westdeutschland zurück. Die letzten Monate seines Lebens verbrachte er in Rod an der Weil. Knapp ein halbes Jahr nach seiner Entlassung starb Barlen an einem Herzinfarkt in einem Krankenhaus in Frankfurt am Main.